# Stolnica v Tartuju
Stolnica v Tartuju (estonsko Tartu toomkirik), prej znana tudi kot stolnica Dorpat (nemško Dorpater Domkirche), je nekdanja katoliška cerkev v Tartuju (Dorpat) v Estoniji. Stavba je zdaj impozantna ruševina s pogledom na spodnje mesto. V majhnem delu, ki je bil prenovljen, je zdaj muzej Univerze v Tartuju, ki ga univerza uporablja tudi za večje sprejeme.

## Zgodovina
Hrib, na katerem je kasneje stala stolnica (Toomemägi ali stolnični hrib), na reki Emajõgi, je bil ena največjih utrdb poganskih Estoncev in je bil strateškega pomena najverjetneje že od najzgodnejših krat. Leta 1224 so jo uničili krščanski napadalci iz Livonije. Takoj po osvojitvi so kristjani na tem strateškem mestu začeli graditi škofovsko trdnjavo Castrum Tarbatae. (Deli starih zidov prejšnjih struktur so bili od takrat razkriti z arheološkimi izkopavanji).
Gotska stolnica na severni strani stolničnega griča se je verjetno začela graditi v drugi polovici 13. stoletja. Obdajalo jo je pokopališče in hiše za člane stolnega kapitlja. Stolnica je bila posvečena svetnikoma Petru in Pavlu, ki sta bila tudi zavetnika mesta. Bila je sedež škofije Dorpat in ena največjih verskih zgradb vzhodne Evrope.
Cerkev je bila prvotno načrtovana kot bazilika, poznejši dodatek triladijske cerkve pa ji je dal značaj dvoranske cerkve. Kor (v zgodnji obliki) in ladja sta bila že v uporabi do leta 1299. Približno leta 1470 je bil visok kor s stebri in oboki zaključen v opečnem gotskem slogu. Stolnica je bila dokončana konec 15. stoletja z gradnjo dveh masivnih trdnjavskih stolpov, prvotno visokih 66 metrov, na obeh straneh zahodne fronte. Zid je ločil stolnico in škofovsko utrjeno rezidenco od spodnjega mesta.

## Propad stolnice
Sredi 1520-ih je reformacija dosegla Tartu. 10. januarja 1525 so stolnico močno poškodovali protestantski ikonoklasti, nato pa je vse bolj propadala. Po deportaciji zadnjega rimskokatoliškega škofa v Dorpati Hermanna Wesela (škof od 1554 do 1558; umrl 1563) je bila stolna cerkev zapuščena. Med livonsko vojno (1558–1583) so ruske čete mesto opustošile. Ko je leta 1582 mesto padlo pod Poljake, so novi rimskokatoliški vladarji načrtovali obnovo stolnice, vendar so bili načrti opuščeni zaradi poljsko-švedske vojne (1600–1611). Požar leta 1624 je škodo še povečal.
Leta 1629 je Tartu postal švedski, novi vladarji pa so se malo zanimali za zapuščeno stavbo, ki je v njihovem času še bolj propadla, le pokopi meščanov na pokopališču so se nadaljevali še v 18. stoletju, medtem ko je glavnina telesa cerkve služil kot hlev. V 1760-ih sta bila stolpa znižana s 66 metrov na 22 metrov, nivo ladijske strehe je bil izdelan kot podest za topove. Glavni portal je bil v tem času zazidan.

## Univerza
Z vnovično ustanovitvijo nemško govoreče univerze v Dorpatu (nemško Kaiserliche Universität zu Dorpat; danes Univerza v Tartuju), ki jo je leta 1802 opravil ruski car Aleksander I. Ruski, je bil baltski nemški arhitekt Johann Wilhelm Krause zadolžen za gradnjo univerzitetne knjižnice med stolničnimi ruševinami. Je bila trinadstropna stavba, postavljena med letoma 1804 in 1807. Krause je načrtoval tudi observatorij v enem od starih stolpov, vendar se to nikoli ni zgodilo in observatorij je bil zgrajen nov. Konec 19. stoletja je bil severni stolp preurejen za uporabo kot vodni stolp.
V 1960-ih je bila stavba knjižnice razširjena in opremljena s centralnim ogrevanjem. Ko jo je leta 1981 nadomestila nova stavba univerzitetne knjižnice, je stara knjižnica postala dom zgodovinskega muzeja Univerze v Tartu (estonsko Tartu Ülikooli ajaloomuuseum). Temeljita predelava stavbe je bila opravljena leta 1985, ko je bila notranjost 19. stoletja v glavnem obnovljena. Danes muzej prikazuje razstave pomembnih predmetov iz zgodovine univerze, znanstvene instrumente in redke knjige. Preostale ruševine stolnice in zunanje stene kora so strukturno zavarovane in utrjene.

## Toomemägi
Območje okoli stolnice - stolni grič ali Toomemägi - je bilo v 19. stoletju urejeno kot park. V parku so poleg kavarne tudi številni spomeniki ljudem, povezanim z znanstveno in literarno tradicijo Tartuja. Mednje spadajo: Karl Ernst von Baer (1792–1876), največji Tartujev naravoslovec; Kristjan Jaak Peterson (1801–1822), prvi estonski pesnik; Nikolaj Ivanovič Pirogov (1810–1881), veliki ruski zdravnik in Friedrich Robert Faehlmann (1798–1850), pobudnik estonskega nacionalnega epa, Kalevipoeg. Pot do spodnjega mesta vodi preko mostu Inglisild, ime, ki pa najverjetneje predstavlja korupcijo prvotnega Englische Brücke (Angleški most) zgrajenega med 1814 in 1816. Portretni relief v sredini spominja na prvega rektorja ponovno ustanovljene univerze leta 1802 Georga Friedricha Parrota (1767–1852) in nosi napis Otium reficit vires (slovensko Prosti čas obnavlja moči). Na Toomemägih so tudi sedež estonskega vrhovnega sodišča, observatorij Dorpat (tähetorn), zgrajen leta 1811, univerzitetne učilnice in staro univerzitetno gledališče za anatomijo.